# يلينا شفتشينكو
يلينا شفتشينكو (بالروسية: Шевченко, Елена Николаевна)‏ هي لاعبة جمباز فني روسية، ولدت في 7 أكتوبر 1971 في موسكو في روسيا.

## وصلات خارجية
- يلينا شفتشينكو على موقع أوليمبيديا (الإنجليزية)